# Magnolia (Mississippi)
Pour les articles homonymes, voir Magnolia (homonymie).
La ville de Magnolia est le siège du comté de Pike, situé dans l'État du Mississippi, aux États-Unis.